# Teorema de compacidade de Barwise
Em Lógica matemática, o teorema da compaccidade de Barwise, em homenagem a Jon Barwise, é uma generalização do teorema da compacidade usual para a lógica de primeira ordem para uma determinada classe de linguagens infinitárias.  Foi afirmado e provado por Barwise em 1967.

## Demonstração do teorema
Seja {\displaystyle A} um conjunto admissível contável. Seja {\displaystyle L} uma {\displaystyle A}-linguagem finita relacional. Suponha que{\displaystyle \Gamma } seja um conjunto de {\displaystyle L_{A}}-sentenças, onde {\displaystyle \Gamma } é um {\displaystyle \Sigma _{1}} conjunto com parametros de {\displaystyle A}, e todo {\displaystyle A}-subconjunto finito de {\displaystyle \Gamma } é satisfatível. Então {\displaystyle \Gamma } é satísfativel.